# سكوت غرانت
سكوت غرانت (بالإنجليزية: Scott Grant)‏ هو مهندس بريطاني، ولد في 28 سبتمبر 1944.